# QED 諏訪の神霊
『QED 諏訪の神霊』（キューイーディー すわのしんれい）は、高田崇史による日本の推理小説。QEDシリーズの第15作である。2008年1月10日に講談社ノベルスより刊行された。

## 出版履歴
- 2008年：講談社ノベルス、ISBN 978-4-06-182577-2
- 2011年：講談社文庫、ISBN 978-4-06-277016-3

## 内容
平成10年5月。今となっては、とても有名な長野県諏訪大社のお祭り「御柱祭」で唯一の死亡者が出た。それからお馴染み桑原崇と棚旗奈々のペアが、またもや連続殺人事件に巻き込まれてしまう。はたして桑原崇は事件を解決できるのか。御柱祭と御柱祭とともに諏訪大社で行われる「御頭祭」の本当の意味が事件とともに崇に立ちはだかる。

## 登場人物
桑原 崇（くわばら たかし）
歴史マニアの薬剤師。数々の殺人事件＆歴史の謎を解明してゆく。今回は御柱祭の謎について調べているが、本人曰く「色々と調べてみてはいるが、今一つ分からない」らしい。
棚旗 奈々（たなはた なな）
桑原崇と仲良く事件に巻き込まれる薬剤師。よく話の語り部となっている事実上の主人公。今回はいつもより大活躍する。
小松崎 良平（こまつざき りょうへい）
桑原の友人のジャーナリスト。今回の旅行は予定が合わなかったという。
棚旗 沙織（たなはた さおり）
奈々の妹。小松崎同様、今回の旅行には参加できないという。

### 月見ヶ丘住宅地の住民
鴨志田 翔一（かもしだ しょういち）
桑原の中学時代の同級生。伊賀の「出賀茂神社」の跡取り。7，8年ほど前から諏訪の新聞社に勤めている。忍者の末裔で、苦無を常に持ち歩いている。『QED 九段坂の春』4編のうち、『九段坂の春』・『浅草寺の秋』にも登場する。
緑川 由美子（みどりかわ ゆみこ）
『QED ベイカー街の問題』に登場した緑川友紀子の妹。桑原と奈々の観光に同行する。明邦大学薬学部卒。鴨志田に好意を持っている。
百瀬 麻紀（ももせ まき）
諏訪の歴史に詳しいため、鴨志田に呼ばれて桑原と奈々の観光に同行する。
黛 功司郎（まゆずみ こうしろう）
戸塚の元上司の退職警察官。戸塚を「ジロウ」とあだ名で呼ぶ。栗山の遺体の第一発見者。その後、栗山邸で首を斬られて殺害される。78歳。
栗山 寅蔵（くりやま とらぞう）
第一の被害者。燕沢邸で発見され、撲殺された後に松の木の棒で突き刺されていた。庭には食塩がまかれており、さらに串刺しにされた白兎が残されていた。享年60。
燕沢 義夫（つばめざわ よしお）
黛と共に栗山邸で刺殺される。殺害現場では首を切り落とされた亀が発見される。
浪岡 菊乃（なみおか きくの）
事件の日に、赤江を目撃する。家族は市街へ引っ越しているため一人暮らし。64歳。
赤江 初子（あかえ はつこ）
「諏訪の何もわかっていない」と捜査に非協力的な女性。もともと住宅地の一帯の大地主で、入居者を自分が決める代わりに土地を不動産会社に売った。腹部を刺されて重傷を負い、自宅の庭には首を切られた雀が落ちていた。
藍木 辰夫（あいき たつお）
前回の御柱祭で、御柱に巻きこまれて死亡した男性。その翌年、家族も全員引っ越している。

### 長野県警
戸塚 良次郎（とつか りょうじろう）
捜査一課警部。50歳。
溝口 康男（みぞぐち やすお）
捜査一課巡査部長。戸塚の直属の部下で一回り年下。熱血漢。36歳。